# 汤池街道
汤池街道，是中华人民共和国云南省昆明市宜良县下辖的一个乡镇级行政单位。
2010年7月，汤池镇由宜良县委托昆明阳宗海风景名胜区管理委员会管理。2011年1月，汤池镇撤镇设街道。

## 行政区划
汤池街道下辖以下地区：
汤池社区、三营社区、前所社区、凤鸣社区、木希社区、阿色社区、阿乃社区、鸡街社区、宰格社区、五邑社区、曲者社区、可保社区、禾登社区、小街社区、梨花社区、草甸社区、黄泥社区、后所社区、大平地社区、土官社区、地马社区和龙池社区。